# Lipkius
Lipkius is een geslacht van kreeftachtigen uit de klasse van de Malacostraca (hogere kreeftachtigen).

## Soort
- Lipkius holthuisi Yaldwyn, 1960